# Liste der Monuments historiques in Les Bréseux
Die Liste der Monuments historiques in Les Bréseux führt die Monuments historiques in der französischen Gemeinde Les Bréseux auf.

## Liste der Immobilien
| Bezeichnung      | Beschreibung                      | Standort             | Kennzeichnung | Schutzstatus | Datum | Bild           |
| ---------------- | --------------------------------- | -------------------- | ------------- | ------------ | ----- | -------------- |
| Kirche St-Michel | 1614 erbaut, Glockenturm von 1812 | Rue Manessier (Lage) | PA25000092    | Classé       | 2023  | weitere Bilder |

## Liste der Objekte
| Bezeichnung                                                        | Beschreibung                                   | Standort                       | Kennzeichnung | Schutzstatus | Datum | Bild |
| ------------------------------------------------------------------ | ---------------------------------------------- | ------------------------------ | ------------- | ------------ | ----- | ---- |
| Gemälde Madonna mit Kind zwischen den heiligen Theobald und Hodile | Ölfarbe auf Leinwand, 1679 von Claude Carteron | in der Kirche St-Michel (Lage) | PM25000446    | Classé       | 1969  |      |